# Contea di Nandan
 Nandan  (cinese: 南丹,  pinyin: Nándān ; zhuang：Namzdan) è una contea che fa parte della città-prefettura di Hechi, situata nella parte occidentale della regione autonoma di Guangxi Zhuang, nel sud della Cina. Ha una popolazione di 271.722 di abitanti (1999), dei quali il 33% appartiene al gruppo etnico Zhuang. Ha un'estensione di 3.916 km².